# Dimona
Dimona és una ciutat israeliana situada al desert del Nègueb, 36 quilòmetres al sud de Beerxeba i 35 quilòmetres a l'oest del mar Mort, al districte del Sud d'Israel.
Dimona va ser una de les "ciutats a desenvolupar" creades als anys cinquanta per iniciativa de David Ben-Gurion. Dimona, en concret, va ser ideada el 1953 i fundada el 1955, majoritàriament pels nous immigrants procedents de l'Àfrica del Nord. Quan el programa nuclear israelià va començar una dècada després, es va triar un lloc no gaire allunyat d'aquesta ciutat per albergar-ne les instal·lacions, tant pel relatiu aïllament al desert i per la possibilitat d'edificar-hi.
A pesar que el creixement de la ciutat declinà durant la dècada del 1980, la població va tornar a incrementar-se amb l'inici de la immigració russa als anys noranta. Actualment, Dimona és la tercera ciutat més gran del Nègueb. Un terç de la població treballa en el sector industrial (a les plantes químiques del mar Mort i en indústries d'alta tecnologia i tèxtils), i un altre terç en el sector serveis.
Amb la introducció de les noves tecnologies molts treballadors han estat acomiadats els darrers anys, elevant la taxa de desocupació fins al 10%.
Dimona és el nucli dels African Hebrew Israelites of Jerusalem, una petita comunitat religiosa que viu d'acord amb unes regles especials.

## Reactor nuclear de Dimona
A uns deu quilòmetres al sud de Dimona es troba una instal·lació nuclear, el Centre de Recerca Nuclear del Nègueb. La construcció va començar el 1958 amb assessorament francès. Oficialment es va dir que el que es pretenia era construir un reactor nuclear per alimentar una planta dessalinitzadora amb l'objectiu de "reverdir el Nègueb". No obstant això, quasi tot el món coincidí que el propòsit de Dimona era el de construir armes nuclears, i la majoria dels experts en assumptes de defensa recolzen aquesta hipòtesi; tanmateix, el govern israelià mai no ha confirmat ni desmentit aquestes teories, aplicant una política que denomina "d'ambigüitat".
El reactor de Dimona es va activar en algun moment entre 1962 i 1964. Amb el plutoni produït, i potser també amb quelcom d'urani enriquit -suposadament adquirit de manera poc clara-, l'exèrcit israelià probablement va obtenir els primers míssils nuclears després de la Guerra dels Sis Dies. Encara que el govern d'Israel ha afirmat sempre que aquest reactor té un ús exclusivament civil, alguns U-2 nord-americans van sobrevolar el lloc per mesurar els nivells de radioactivitat a l'aire.
Quan la intel·ligència nord-americana va descobrir l'objectiu real de Dimona a principis dels anys seixanta, va demanar que Israel se sotmetés a inspeccions internacionals. Israel va acceptar, però amb la condició que hi anessin inspectors dels EUA i no de l'Agència Internacional de l'Energia Atòmica. A més, totes les inspeccions haurien de ser notificades per avançat.
Molts creuen que els israelians foren capaços d'ocultar l'objectiu real del complex (la fabricació de míssils nuclears) pel fet que coneixien per endavant quan arribarien els inspectors. Aquesta tasca d'ocultament l'haurien dut a terme instal·lant falsos envans i altres dispositius abans de cada inspecció, de manera que els inspectors van informar finalment al govern nord-americà que les inspeccions eren inútils, ja que els israelians restringien enormement les àrees on podien treballar, fins que van finalitzar el 1969.
El 1986, Mordechai Vanunu, un antic enginyer de Dimona, va revelar als mitjans algunes proves de l'existència del programa nuclear israelià. Diversos agents del Mossad el van segrestar a Itàlia, sedant-lo i portant-lo a Israel. Una cort israeliana el jutjà en secret amb càrrecs de traïció i espionatge, condemnant-ho a divuit anys de presó. Després del segrest de Vanunu, The Times va publicar que Israel tenia material suficient per a construir aproximadament 20 bombes d'hidrogen i 200 bombes de fissió. Israel va adquirir míssils submarins a finals de 2003.
A la primavera de 2004, Vanunu va sortir de la presó, però se li va denegar el passaport. Va ser arrestat de nou el novembre del 2004 i alliberat uns quants dies més tard.
El reactor de Dimona va ser defensat per bateries de míssils Patriot en previsió d'atacs de l'Iraq el 2002 i el 2003.
Recentment han sorgit preocupacions quant a aquest reactor, que ja té més de quaranta anys. El 2004, les autoritats israelianes van distribuir pastilles antiradiació de iode a milers de residents de la zona.

## Ciutats agermanades
- Andernach (Alemanya)